# Laguardia, Álava
Laguardia là một đô thị trong tỉnh Álava, thuộc Xứ Basque, phía bắc Tây Ban Nha.
Đô thị này nằm ở tọa độ 42º 33' 00" N 002º 34' 59" W, độ cao 635m trên mực nước biển. Laguardia cách tỉnh lỵ Victoria 44 km, diện tích là 81,08 km². Dân số đô thị này là 1.484 người (INE 2007) với mật độ 18,3 người/km². Mã số bưu chính là: 01300 / 01308 / 01309 / 01321